# Kostel svatého Michaela archanděla (Dolní Poustevna)
Kostel svatého Michaela archanděla (něm. Michaelskirche) v Dolní Poustevně je římskokatolický farní kostel stojí nedaleko centra města ve svahu při hlavní silnici (ulice Lobendavská) ve směru na Lobendavu. Novogotický chrám pochází z let 1854–1855 a tvoří jeden funkční celek se sousední farou (čp. 112).

## Historie

### Původní kostel
Dolní Poustevna se stala farní obcí až poměrně pozdě, a to roku 1852, kdy byl v obci ustanoven první farář Josef Václav Kindermann. Od svého založení byla ves farně příslušná do sousední Sebnitz, kam také platila církevní poplatek. Od roku 1539 patřila ke vzdálenější farnosti lobendavské. Vlastního svatostánku se Dolní Poustevna dočkala až roku 1767, kdy byl v centru obce poblíž hranic vybudován malý kostelík zasvěcený svatému Janu Nepomuckému.
Stavba nevelkého jednolodního chrámu byla postavena v barokním slohu. V průčelí nad hlavním vchodem bylo umístěno velké oválné okno, obdobná okna byla po dvojících zasazena také do bočních stěn, které byly podepřeny po každé straně trojicí opěráků. Střecha byla krytá patrně šindelem a v jejím závěru se tyčila malá věž se zvonem. Spolu s kostelíkem byl založen také hřbitov.
Roku 1845 byl kostelík rozšířen, i tak ovšem nevyhovoval potřebám obce. Když byl roku 1855 postaven nový kostel zasvěcený Michaelu archanděli, ztratil původní kostelík svůj význam. Hlavní oltář byl přenesen do nového kostela a roku 1857 byl původní kostelík předán do vlastnictví obci. Ta jej nechala roku 1868 strhnout a na jeho místě postavila velký železný kříž s postavou Krista.

### Současný kostel
Stavba nového kostela začala v polovině srpna roku 1854. Velkým podporovatelem výstavby byl tehdejší starosta Karl Sieber, který věnoval nejprve pozemky pro kostel i faru, po dostavbě daroval i jeden ze tří nových zvonů. Chrám byl dokončen následujícího roku, počátkem září jej vysvětil litoměřický biskup Augustin Bartoloměj Hille, rodák z nedalekého Velkého Šenova. Roku 1857 byly pro kostel zakoupeny varhany od varhanáře Reisse ze saského Gersdorfu. Kostel prošel velkou renovací roku 1905 z popudu faráře Gustava Adolfa Šelbického. Z této doby pocházejí také vitráže v presbytáři a hodinový stroj od Bernhardta Zachariase z Lipska. Kromě dílčích úprav interiéru a běžné údržby nebyl kostel až do druhé světové války nijak upravován. Po skončení války a po nástupu komunistického režimu se ocitl na okraji zájmu a byl udržován díky dobrovolníkům, především z řad farníků. Na konci 70. let 20. století prošla renovací fasáda kostela. Opravy interiéru a přeložení střešní krytiny se kostel dočkal na konci 20. století za P. Václava Horniaka.
V současnosti je kostel udržovaný, volá ovšem po celkové rekonstrukci. Je pravidelně využíván k bohoslužbám a občasným kulturním akcím. Kostel spolu s farou jsou v majetku římskokatolické farnosti Dolní Poustevna a nejsou památkově chráněny.

## Popis
Jednolodní kostel svatého Michaela archanděla je postaven v novogotickém slohu a zachoval se do současnosti v téměř původní podobě. Je obdélného půdorysu s pětibokou apsidou v závěru. V průčelí kostela je jednoduchý portál, nad kterým je umístěna (nyní prázdná) nika a kruhové okno (roseta). (V nice byla původně umístěna betonová socha Michaela archanděla.) Ze štítu vybíhá čtvehranná věž s oknem po každé straně a s hodinami. Boční stěny i apsida jsou zdobeny vysokými okny s lomeným obloukem a opěráky, které mají spíše dekorativní funkci. Fasáda je jednoduchá a poměrně fádní (šedá barva), zdobená pouze ornamenty pod okapními římsami a ostěním oken (žlutá barva). Při rekonstrukci střechy na konci 20. století byla původní břidlice nahrazena plechem.
Pro interiér kostela byl zvolen převážně hnědý nátěr, který doplňuje dřevěné deštění (zakrývá vlhkou spodní část zdí). Novogotická dřevěná křížová cesta na bočních stěnách pochází z roku 1890. Podlaha z litého betonu je dvoubarevná s károvými vzory. Apsida slouží zároveň jako presbytář. Hlavní oltář pochází z původního kostela, místo obrazu sv. Jana Nepomuckého z roku 1826 od Johanna Grusse z Litoměřic dnes nese obraz svatého Michaela archanděla. Kostel dále zdobí sochy Piety, svaté Terezie, svatého Josefa a svatého Antonína. Na kůru jsou umístěny funkční varhany. Ve věži je místo původních tří zvonů pouze zvon jeden, v současnosti nevyužívaný.

## Galerie

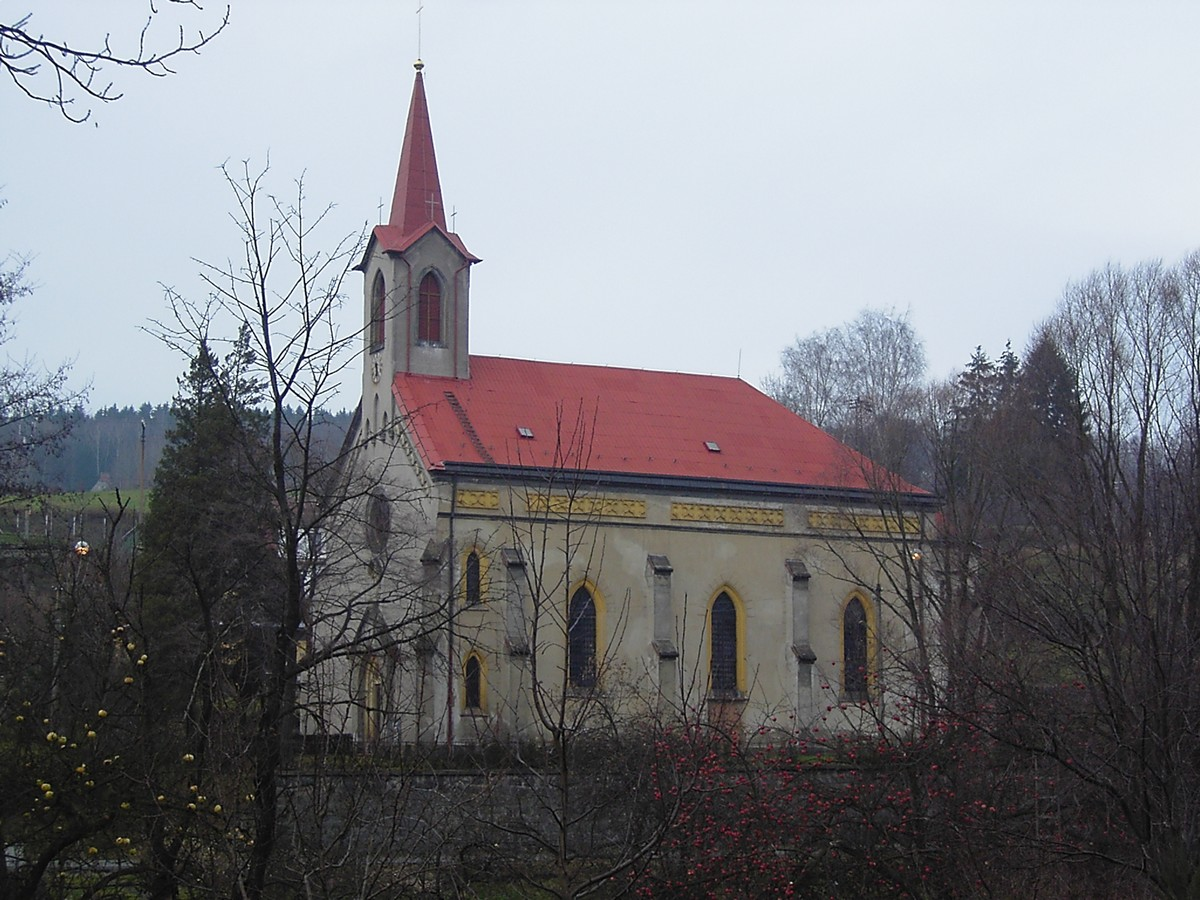
Kostel (2006)
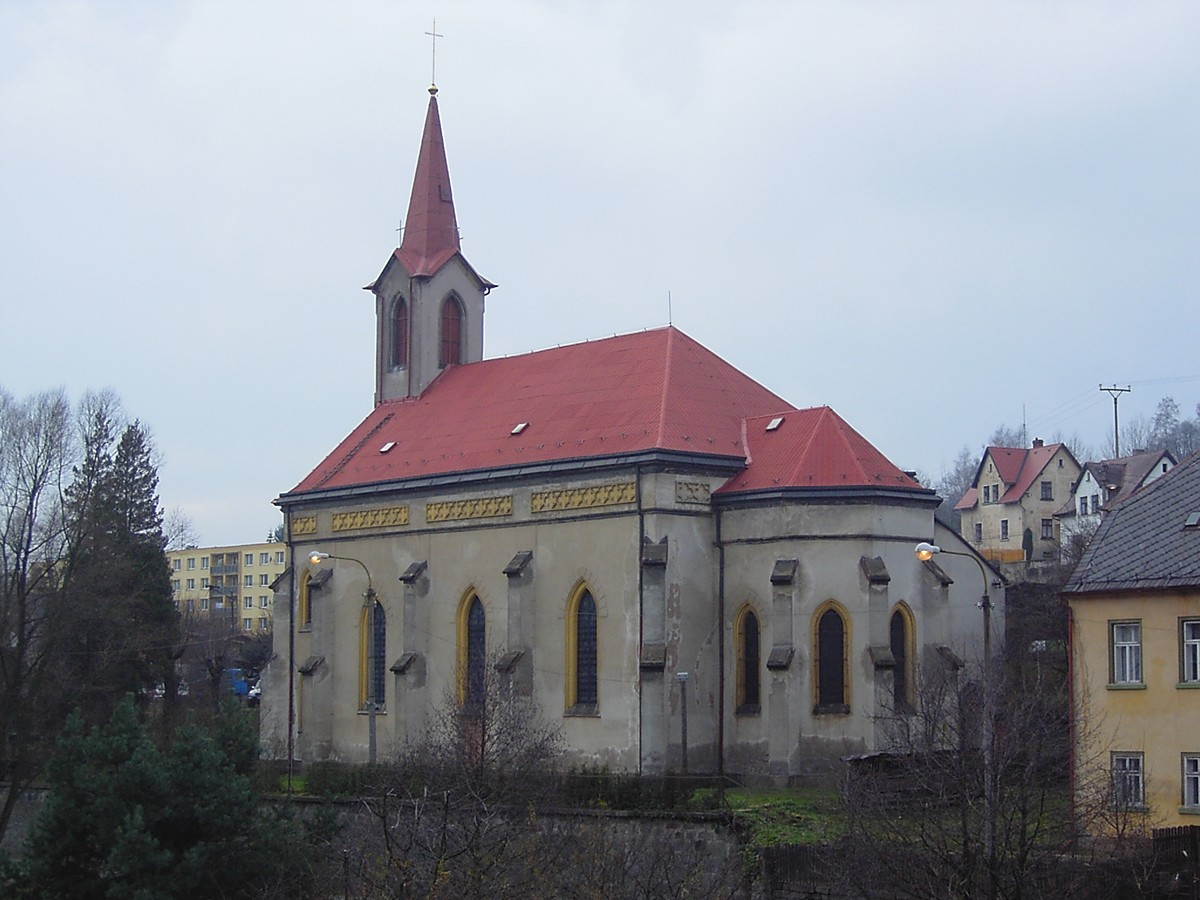
Kostel (2006)
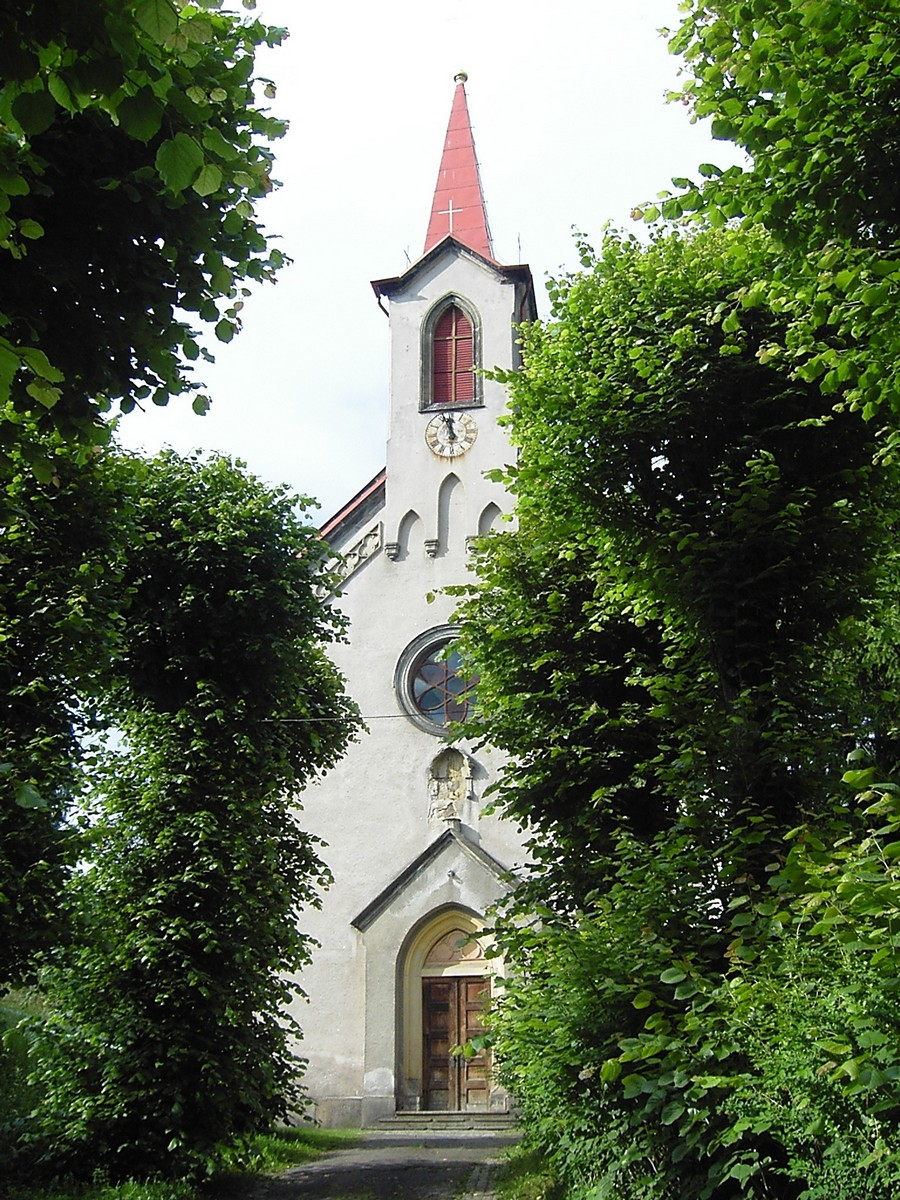
Průčelí kostela (2009)
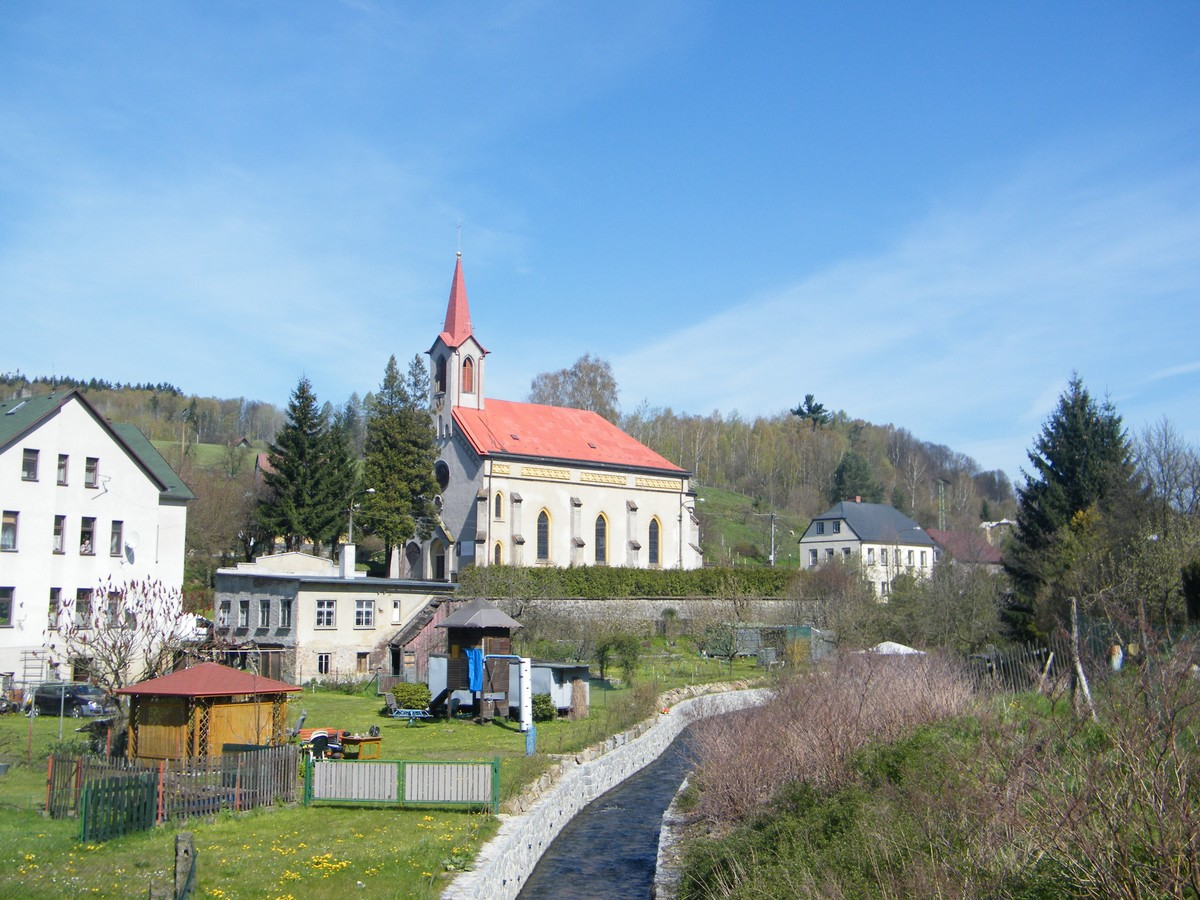
Kostel s farou (2016)
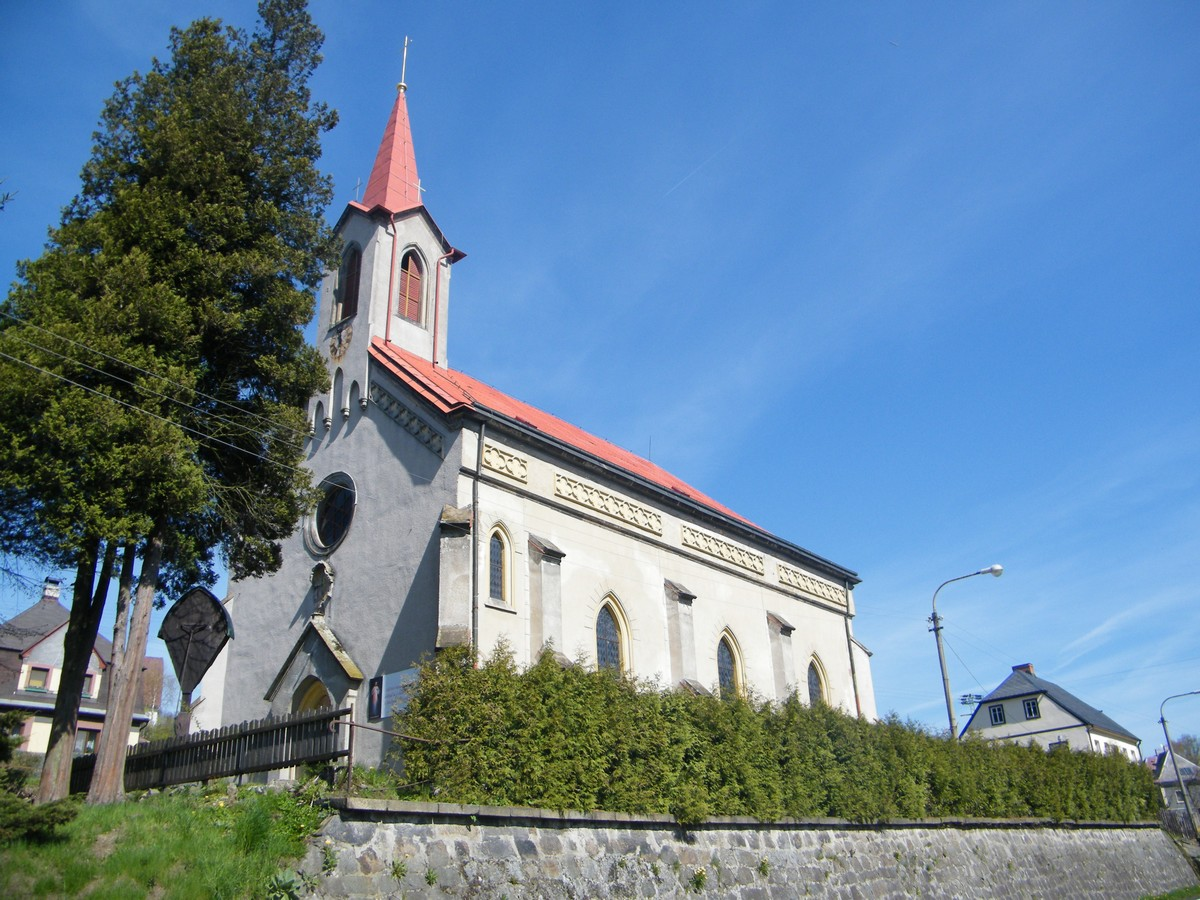
Kostel s farou (2016)
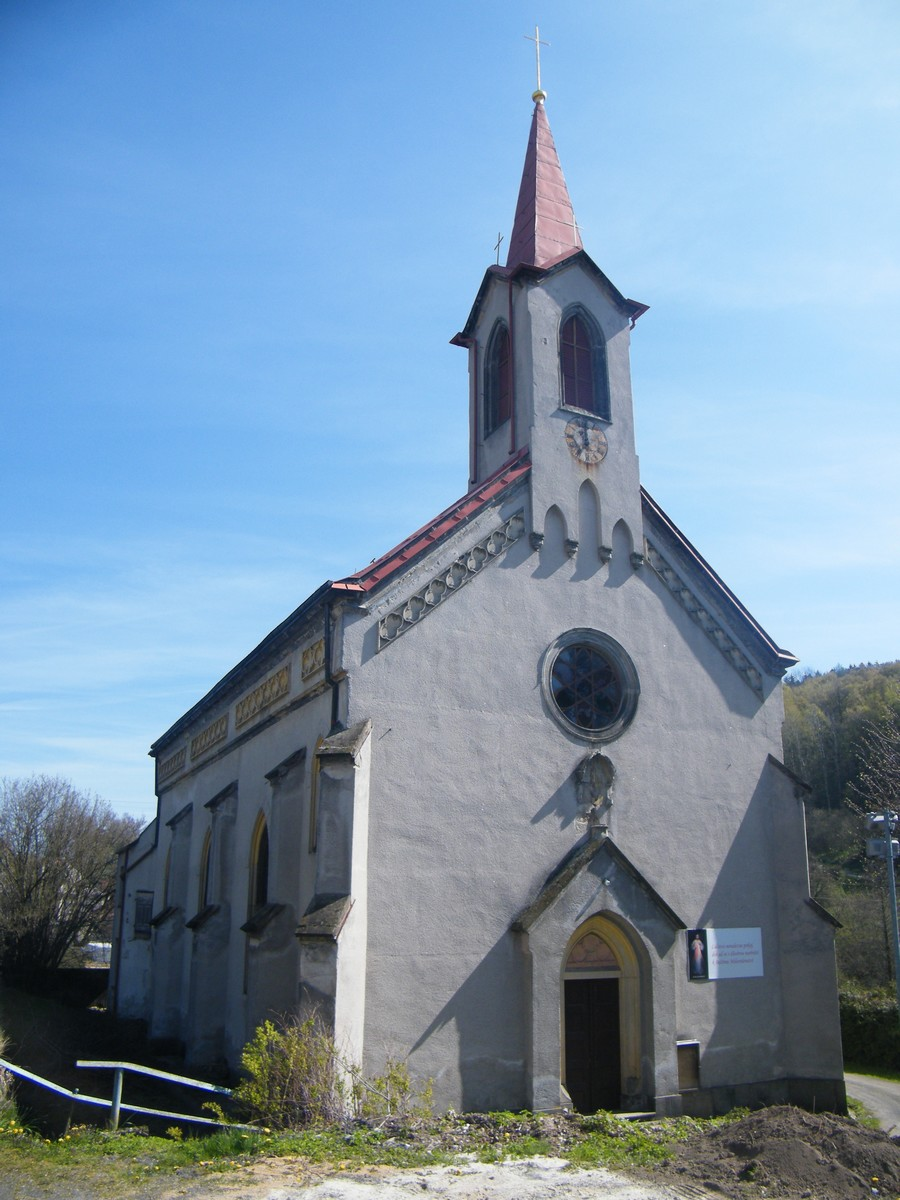
Kostel (2016)
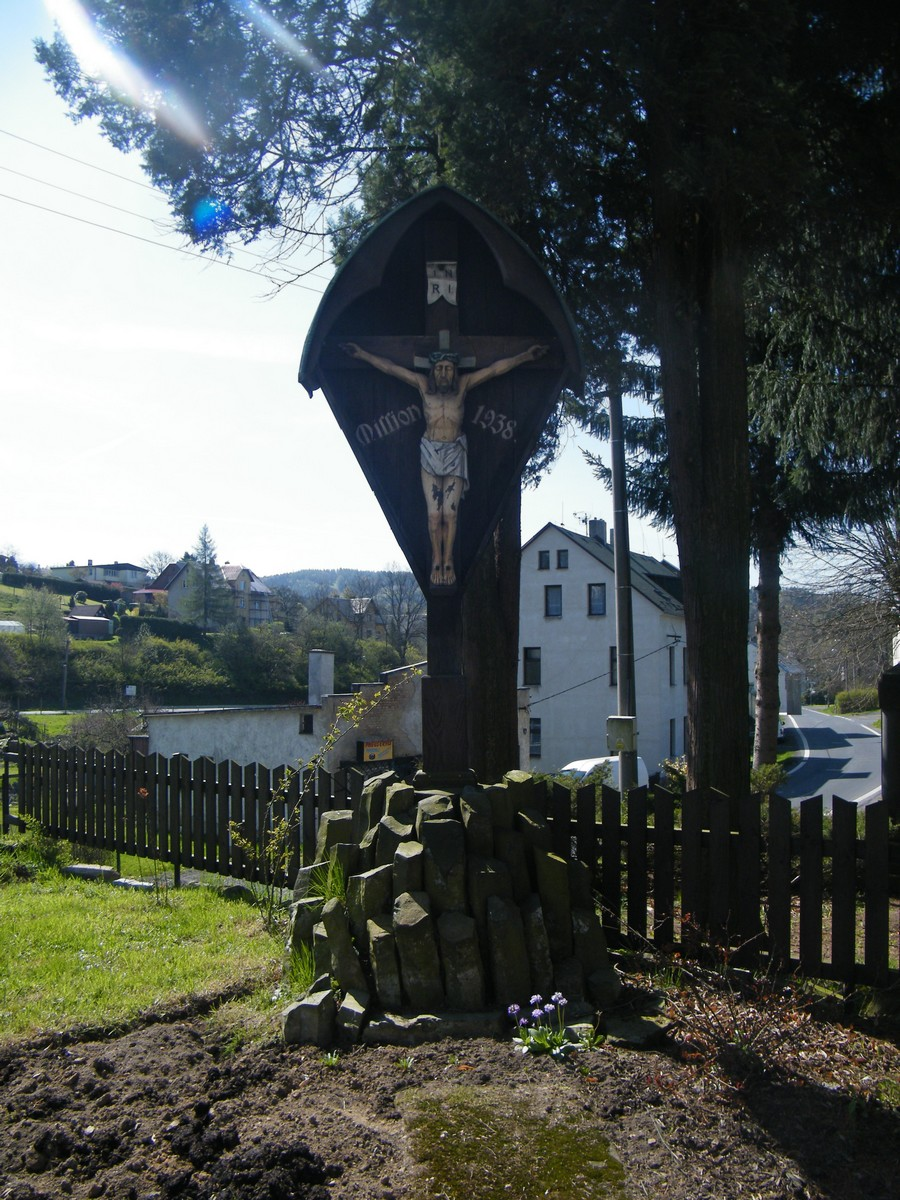
Kříž před kostelem (2016)
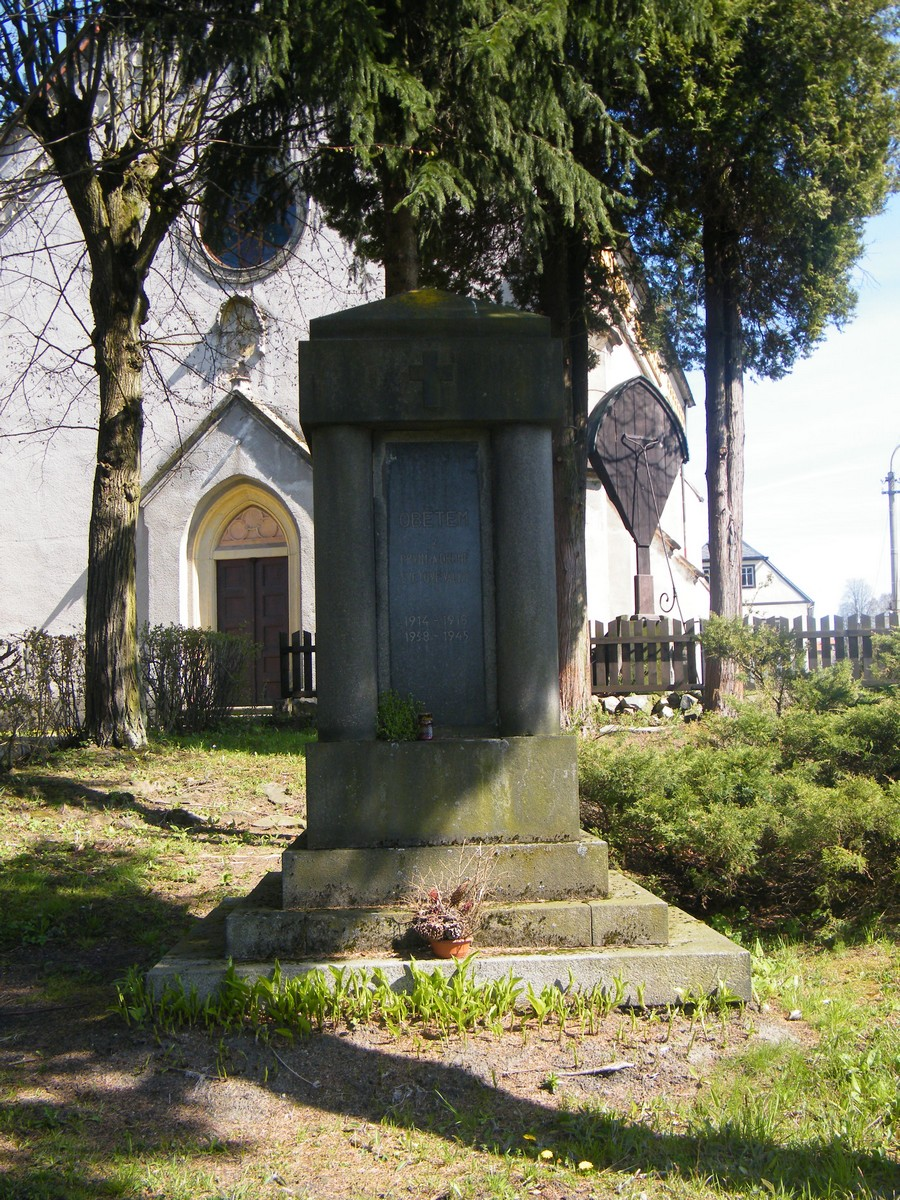
Pomník obětem světových válek (2016)
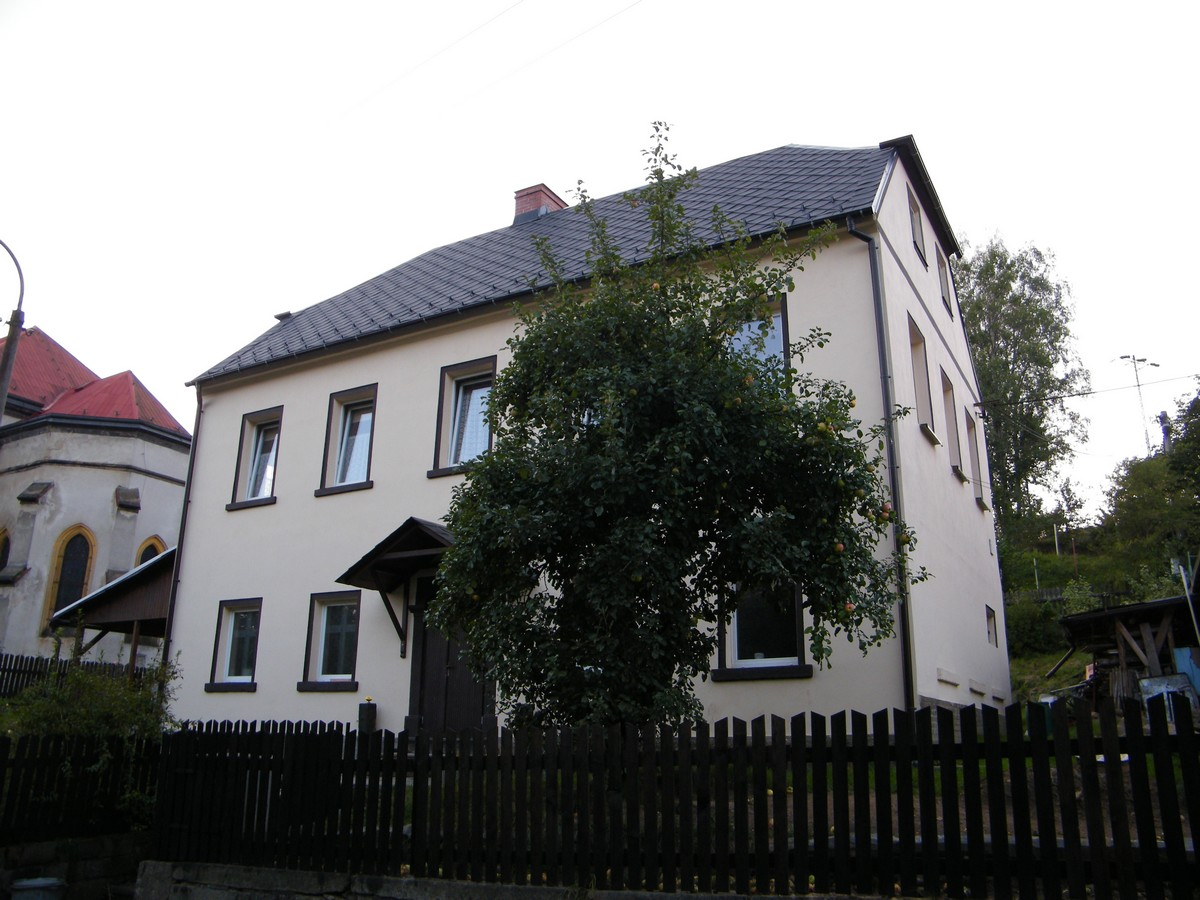
Fara (2016)